# Галёнкинское сельское поселение
Галёнкинское се́льское поселе́ние — упразднённое сельское поселение в Октябрьском районе Приморского края.
Административный центр — село Галёнки.

## История
Статус и границы сельского поселения установлены Законом Приморского края от 10 ноября 2004 года № 159-КЗ «Об Октябрьском муниципальном районе».
Законом Приморского края от 27 апреля 2015 года № 592-КЗ, Покровское, Галёнкинское и Новогеоргиевское сельские поселения преобразованы, путём их объединения, в Покровское сельское поселение с административным центром в селе Покровка.

## Население
| 2010 | 2011  | 2012  | 2013  | 2014  | 2015  |
| ---- | ----- | ----- | ----- | ----- | ----- |
| 5393 | ↘5365 | ↘5006 | ↘4916 | ↘4820 | ↘4755 |

## Состав сельского поселения
В состав сельского поселения входят 4 населённых пункта:
| № | Населённый пункт | Тип населённого пункта       | Население |
| - | ---------------- | ---------------------------- | --------- |
| 1 | Галёнки          | село, административный центр | ↘3091     |
| 2 | Дзержинское      | село                         | ↗564      |
| 3 | Ильичёвка        | село                         | ↘108      |
| 4 | Поречье          | село                         | ↘442      |

## Местное самоуправление
Администрация
Адрес: 692564, с. Галенки, ул. 50 лет ВЛКСМ, 33. Телефон: 8 (42344) 59-3-44
Глава администрации
- Красницкий Виктор Иванович